# بانة بنت بهز
بانة بنت بهز بن حكيم راوية للحديث، روت عن أخيها عبد الملك بن بهز، وروى عنها الحسين بن الوسن الشفاني، وهشام بن علي السيرافي، وأبو بهز الصقر بن عبد الرحمن بن مالك بن مغول.